# Каатерму
Ка́атерму (эст. Kaatermu), ранее Катермо (эст. Katermo) и Катерма — деревня в волости Алутагузе уезда Ида-Вирумаа, Эстония.
До административной реформы местных самоуправлений Эстонии 2017 года входила в состав волости Иллука (упразднена).

## География и описание
Расположена в Северо-Восточной Эстонии, в 15 км к северо-востоку от волостного центра — посёлка Ийзаку, и в 22 км к югу от уездного центра — города Йыхви. Высота над уровнем моря — 58 метров. 
Климат умеренный. Официальный язык — эстонский. Почтовый индекс — 41205.

## Население
По данным переписи населения 2021 года, в Каатерму насчитывалось 7 жителей, из них 6 (85,7 %) — эстонцы.
По данным переписи населения 2011 года, в деревне проживали 4 человека, национальность неизвестна.
Численность населения деревни Каатерму по данным переписей населения:
| Год  | 1959 | 1970 | 1979 | 1989 | 2000 | 2011 | 2021 |
| ---- | ---- | ---- | ---- | ---- | ---- | ---- | ---- |
| Чел. | 39   | ↘ 16 | ↘ 14 | ↘ 2  | ↘ 0  | ↗ 4  | ↗ 7  |

## История
В письменных источниках 1583 года упоминается Katnurm (деревня), 1726 и 1796 годов — Katnorm. Эстонский географ Эндель Вареп считает, что деревня существовала ещё до Ливонской войны. В южной части деревни находится Маладина — бывшее место проживания лесника.
В  1977 году, в период кампании по укрупнению деревень, с Каатерму была объединена деревня Раазику (эст. Raasiku, в 1583 году упоминается Rasikusby, в 1738 и 1844 годах — Rasik, около 1900 года — Разикъ). 
В  советское время на территории деревни (в настоящее время — на частной земле) был установлен памятный камень с надписью «Подолян Василий Ефимович гв. мл. лейтенант 1922 — 05.02.1944». 22-летний Василий Подолян, гвардейский лётчик-истребитель Красной армии, погиб 5 февраля 1944 года, когда его самолёт был сбит в районе Куремяэ. Пятиугольный обелиск, первоначально стоявший на могиле, до 2021 года был заменён металлическим крестом. В протоколе от 30 ноября 2022 года рабочая группа по советским памятникам при Госканцелярии Эстонии признала памятник «нейтральным монументом», т.е. не подлежащим демонтажу (см. Список советских военных памятников Эстонии).